# Liste lateinischer Beinamen des Mittelalters
In der Zeit der Scholastik war es üblich, berühmte Gelehrte der Theologie und der Philosophie mit Beinamen auszustatten, die ihre charakteristische Stärke oder Würde zum Ausdruck bringen. Diese im Mittelalter aufgekommene Tradition ist bis in die frühe Neuzeit bezeugt. Die folgende Liste führt die wichtigsten Beinamen mit dem Jahr des Todes auf, daneben in vielen Fällen auch die Ordenszugehörigkeit der Gelehrten.

## Theologie/Philosophie
- Doctor abstractionum: Franciscus de Mayronis OFM 1325
- Doctor acutissimus: Sixtus IV. 1484
- Doctor acutus: Gabriel Vásquez SJ 1604
- Doctor amoenus: Robert Cowton OFM 1340
- Doctor amoris: Franz von Sales 1622
- Doctor angelicus: Thomas von Aquin OP 1274
- Doctor apostolicus: Laurentius von Brindisi 1619
- Doctor arca testamenti: Antonius von Padua 1231
- Doctor authenticus: Gregor von Rimini OSA 1358
- Doctor averroista et philosophiae parens: Urban von Bologna OSM 1403
- Doctor beatus et fundatissimus: Aegidius Romanus OSA 1316
- Doctor bonus oder planus et perspicuus: Walter Burley OFM 1310
- Doctor christianus: Nikolaus von Kues 1464
- Doctor clarus: Louis de Montesinos 1621
- Doctor clarus ac subtilis: Denis von Cîteaux 15. Jahrhundert
- Doctor collectivus: Landolfo Caracciolo OFM 1351
- Doctor columna doctorum: Wilhelm von Champeaux OSB 1121
- Doctor communis: Thomas Aquinas OP 1274
- Doctor conciliator: Pietro d’Abano 1316
- Doctor contradictionum: Johann Wessel 1489
- Doctor divinus Ecstaticus: Jan van Ruysbroek 1381
- Doctor doctorum scholasticus: Anselm von Laon 1117
- Doctor dulcifluus: Antonius Andreas (Antoine Andre) OFM 1320
- Doctor ecstaticus: Dionysius der Kartäuser 1471
- Doctor eminens: Johannes von Matha 1213
- Doctor emporium theologiae: Laurent Gervais OP 1483
- Doctor evangelicus: John Wyclif 1384
- Doctor excellentissimus: Antonio Corsetti 1503
- Doctor eximius: Francisco Suarez SJ 1617
- Doctor facundus: Petrus Aureoli OFM 1322
- Doctor famosissimus: Petrus Alberti OSB 1426
- Doctor famosus: Bertrand de la Tour OFM 1334
- Doctor fertilis: Francis of Candia OFM 15. Jahrhundert
- Doctor flos mundi: Maurice O'Fiehely OFM 1513
- Doctor fundamentalis: Joannes Faber of Bordeaux 1350
- Doctor fundatissimus: Aegidius Romanus 1316; Willem Hessels van Est 1613
- Doctor fundatus: William von Ware OFM 1270
- Doctor illibatus: Alexander Alamannicus OFM 15. Jahrhundert
- Doctor illuminatus: Franciscus de Mayronis OFM 1325-27; Ramon Llull OFM 1315
- Doctor illuminatus et sublimis: Johannes Tauler OP 1361
- Doctor illustratus: Franciscus Picenus OFM 14. Jahrhundert
- Doctor illustris: Adam von Marisco OFM 1308
- Doctor inclytus: William Mackelfield OP 1300
- Doctor ingeniosissimus: Andreas von Neufchâteau OFM 1300
- Doctor inter Aristotelicos Aristotelicissimus: Haymo von Faversham OFM 1244
- Doctor invincibilis: Petrus Thomas OFM 14. Jahrhundert
- Doctor irrefragabilis: Alexander von Hales OFM 1245
- Doctor magister Sententiarum: Petrus Lombardus 1160
- Doctor magnus: Albertus Magnus OP 1280; Gilbert von Citeaux OCist 1280
- Doctor marianus: Anselm von Canterbury OSB 1109; Duns Scotus[1]
- Doctor mellifluus: Bernhard von Clairvaux OCist 1153
- Doctor mirabilis: Antonio Perez SJ 1649; Roger Bacon OFM 1294
- Doctor moralis: Gerard Eudo OFM 1349
- Doctor notabilis: Pierre de l’Ile OFM 14. Jahrhundert
- Doctor ordinatissimus: Johannes de Bassolis OFM 1344
- Doctor ornatissimus et sufficiens: Petrus de Aquila OFM 1344
- Doctor pacificus: Nicolas Bonet OFM 1343
- Doctor parisiensis: Guy de Perpignan OCarm 1342
- Doctor planus et perspicuus: Walter Burley 1344/45
- Doctor planus et utilis: Nicolas de Lyre OFM 1340
- Doctor praeclarus: Peter von Kaiserslautern OPraem 1330
- Doctor praestantissimus: Thomas Netter von Walden OCarm 1431
- Doctor profundissimus: Paulus Venetus OSA 1428; Gabriel Biel 1495; Juan Alfonso Curiel OSB 1609
- Doctor profundus: Thomas Bradwardine 1349
- Doctor rarus: Hervaeus Natalis.[2]
- Doctor refulgidus: Alexander V. 1410
- Doctor resolutissimus: Durandus von St. Pourçain OP 1334
- Doctor resolutus: John Bacon OCarm 1346
- Doctor scholasticus: Anselm von Laon; Petrus Abaelardus, 1142; Gilbert von Poitiers, 1154; Petrus Lombardus, 1160; Petrus von Poitiers, 1205; Hugh von Newcastle OFM 1322
- Doctor scotellus: Antonius Andreas OFM 1320, Peter von Aquila, Stephanus Brulefer
- Doctor seraphicus: Bonaventura OFM 1274
- Doctor singularis et invincibilis: Wilhelm von Ockham OFM 1347
- Doctor solemnis: Heinrich von Gent 1293
- Doctor solidus copiosus: Richard von Middleton OFM 1300
- Doctor speculativus: Jakob von Viterbo OSA 1307
- Doctor sublimis: Francis de Bachone OCarm 1372; Jean Courte-Cuisse 1425
- Doctor subtilis: Duns Scotus OFM 1308
- Doctor subtilissimus: Peter von Mantua 14. Jahrhundert
- Doctor succinctus: Franz von Marchia 1344
- Doctor universalis: Alanus ab Insulis 1202; Albertus Magnus 1280; Gilbert Universalis 1134
- Doctor venerabilis et christianissimus: Jean Gerson 1429
- Doctor venerandus: Gottfried von Fontaines OFM 1240
- Doctor vitae arbor: Johannes Wallensis OFM 1300

## Rechtswissenschaft
- Doctor Aristotelis Anima: Johannes Dondus 1380
- Doctor a Doctoribus: Antonius Franciscus 1528
- Doctor Fons Canonum: Johannes Andrea 1348
- Doctor Fons Juris Utriusque: Enrico Bartolomei 1267
- Doctor Lucerna Juris: Baldus de Ubaldis 1400
- Doctor Lucerna Juris Pontificii: Nicolaus de Tudeschis OSB 1445
- Doctor Lumen Juris: Clemens IV. 1268
- Doctor Lumen Legum: Irnerius 13. Jahrhundert
- Doctor Memoriosissimus: Ludovicus Pontanus 1439
- Doctor Monarcha Juris: Bartholomew of Saliceto 1412
- Doctor Os Aureum: Bulgarus 1166
- Doctor Pacificus (Proficuus): Nicolas Bonet OFM 1360
- Doctor Pater Decretalium: Gregor IX. 1241
- Doctor Pater et Organum Veritatis: Innozenz IV. 1254
- Doctor Pater Juris: Innozenz III. 1216
- Doctor Pater Peritorum: Pierre de Belleperche 1307
- Doctor Planus ac Perspicuus: Walter Burleigh 1337
- Doctor Princeps Subtilitatum: Francesco d'Accolti 1486
- Doctor Speculator: Durandus von Mende 1296
- Doctor Subtilis: Benedict Raymond 1440; Filippo Corneo 1462
- Doctor Verus: Thomas Doctius 1441

## Andere mittelalterliche Beinamen
| Beiname               | Name                 | Tod                     | Übersetzung/Anmerkungen                                                              |
| --------------------- | -------------------- | ----------------------- | ------------------------------------------------------------------------------------ |
| Apostolus             | Paulus               | 67                      | Aufgrund seiner herausragenden Stellung unter den Apostelbriefen innerhalb der Bibel |
| Commentator           | Averroes (Ibn Rushd) | 1198                    |                                                                                      |
| Magister sententiarum | Petrus Lombardus     | 1160                    |                                                                                      |
| Philosophus           | Aristoteles          | 322 v. Chr.             |                                                                                      |
| Propheta              | David                | 10. Jahrhundert v. Chr. | Aufgrund seiner Urheberschaft der Psalmen                                            |
| Theologus             | Augustin von Hippo   | 430                     |                                                                                      |
| Praeceptor Germaniae  | Rabanus Maurus       | 856                     |                                                                                      |

## Nachweise
1. ↑  Westminster Seminary California clark (Memento vom 8. Februar 2007 im Internet Archive)
2. ↑  BBK Seite (Memento vom 9. Juni 2007 im Internet Archive)